# Annual Danish Aggregate Model
Annual Danish Aggregate Model (forkortet med akronymet ADAM) er en økonomisk model, der anvendes af bl.a. Finansministeriet til at analysere den makroøkonomiske udvikling. Den har siden opbygningen i starten af 1970'erne spillet en central rolle i centraladministrationens samfundsøkonomiske analyser og i den økonomisk-politiske beslutningsproces.
Modellen repræsenterer den traditionelle syntese mellem keynesiansk og neoklassisk teori. Det vil sige, at produktionen og arbejdsløsheden på kort sigt er bestemt af efterspørgslen, og på lang sigt af udbuddet.
ADAM blev oprindeligt opbygget af Ellen Andersen, Danmarks første kvindelige professor i økonomi, på Økonomisk Institut ved Københavns Universitet. Hendes doktorafhandling fra 1975 indeholdt således delen En model for Danmark 1949-65, der beskrev den første version af ADAM. Allerede inden disputatsforsvaret var udbygningen og vedligeholdelsen af modellen blevet overtaget af Danmarks Statistik, som siden har stået herfor. Ellen Andersen har dog også efter 1975 deltaget i dette arbejde, bl.a. som medlem af bestyrelsen for ADAM.
De vigtige sammenhænge i ADAM beskrives i modellens dokumentation, det centrale dokument, hvor modellens egenskaber og baggrunden for opbygningen af ADAMs enkeltelementer er beskrevet. Dokumentationen opdateres med jævnlige mellemrum.

## ADAM og MAKRO
I 2017 tog Finansministeriet initiativ til at påbegynde udviklingen af en ny makroøkonomisk model, der simpelthen fik navnet MAKRO, som enten et supplement eller en afløsning for ADAM. Baggrunden var en utilfredshed  med ADAMs begrænsninger, især i forbindelse med langsigtede analyser af eksempelvis finanspolitisk holdbarhed og strukturreformer som virkningen af højere efterløns- og pensionsalder. Formålet med MAKRO er dermed at rette op på nogle angivelige teoretiske svagheder, som ADAM har været kritiseret for i en årrække. Blandt andet har kritikere ment, at modeller som ADAM ikke kan adskille årsag og virkning og dermed ikke bør anvendes til analyser af ændringer i den økonomiske politik. MAKRO er i modsætning til ADAM en såkaldt generel ligevægtsmodel, og med et skifte fra ADAM til MAKRO vil man dermed træde et skridt i retning af en model, som er mere teoretisk funderet, hvor ADAMs styrke har været dens empirisk funderede tilgang.

## Ekstern henvisning
- Danmarks Statistiks beskrivelse af ADAM